# 消防處百勝角已婚人員宿舍
消防處百勝角已婚人員宿舍（英語：Fire Services Department Pak Shing Kok Married Quarters）是香港一個消防宿舍，位於新界將軍澳百勝角百勝角路8號，由何顯毅建築工程師樓設計，有利集團承建，於2018年動工，2021年初竣工。

## 歷史
由於紀律部隊宿舍數目不足，政府於2014年《施政報告》中公佈將增建各相關部門宿舍。及後，消防於翌年提議在鄰近消防及救護學院的現址，興建5幢部門宿舍。兩年後，有關撥款於立法會獲得通過。
此項目原訂在2021-22財政年度才竣工，但由於採用組裝合成技術興建，宿舍提早至2020/21財政年度尾竣工。

## 樓宇
此宿舍共設五座高16-17層的住宅大廈、為1970年代香港私人公寓樓宇常見的傳統「井」字形布局（建築行內俗稱「飛機則」），共提供648個單位，只提供較小的「H級」宿舍單位（全部面積均為約500餘平方英呎，三房間隔）。
| 樓宇座號 | 門牌號碼    | 落成年份 | 層數  | 承建商   |
| -------- | ----------- | -------- | ----- | -------- |
| 第1座    | 百勝角路8號 | 2021年   | 16-17 | 有利集團 |
| 第2座    | 百勝角路8號 | 2021年   | 16-17 | 有利集團 |
| 第3座    | 百勝角路8號 | 2021年   | 16-17 | 有利集團 |
| 第4座    | 百勝角路8號 | 2021年   | 16-17 | 有利集團 |
| 第5座    | 百勝角路8號 | 2021年   | 16-17 | 有利集團 |

### 設施
- 停車場（101個車位[8]）
- 兒童遊樂場
- 活動室
- 管理處[6]

### 宿舍圖集

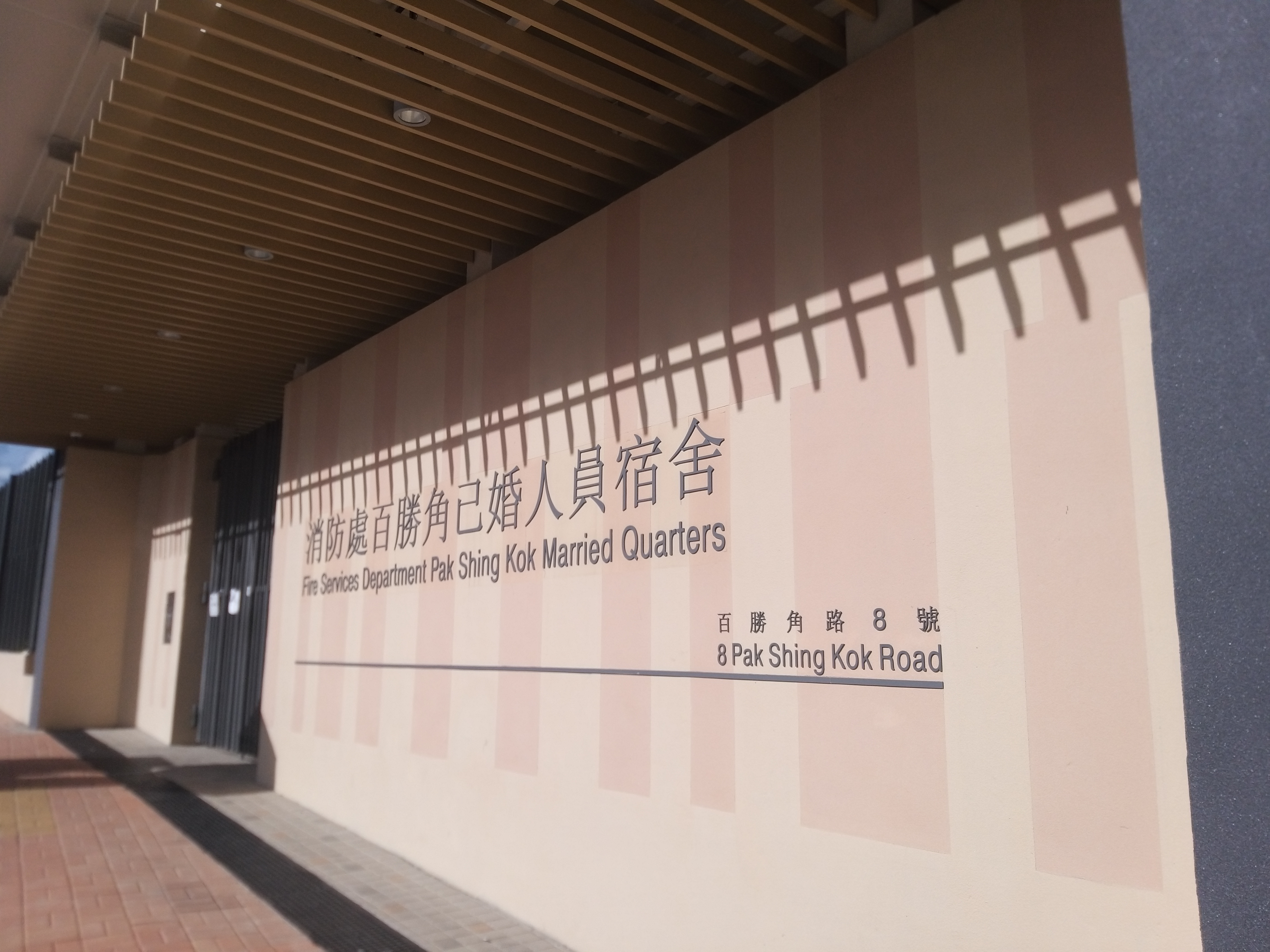
正門入口
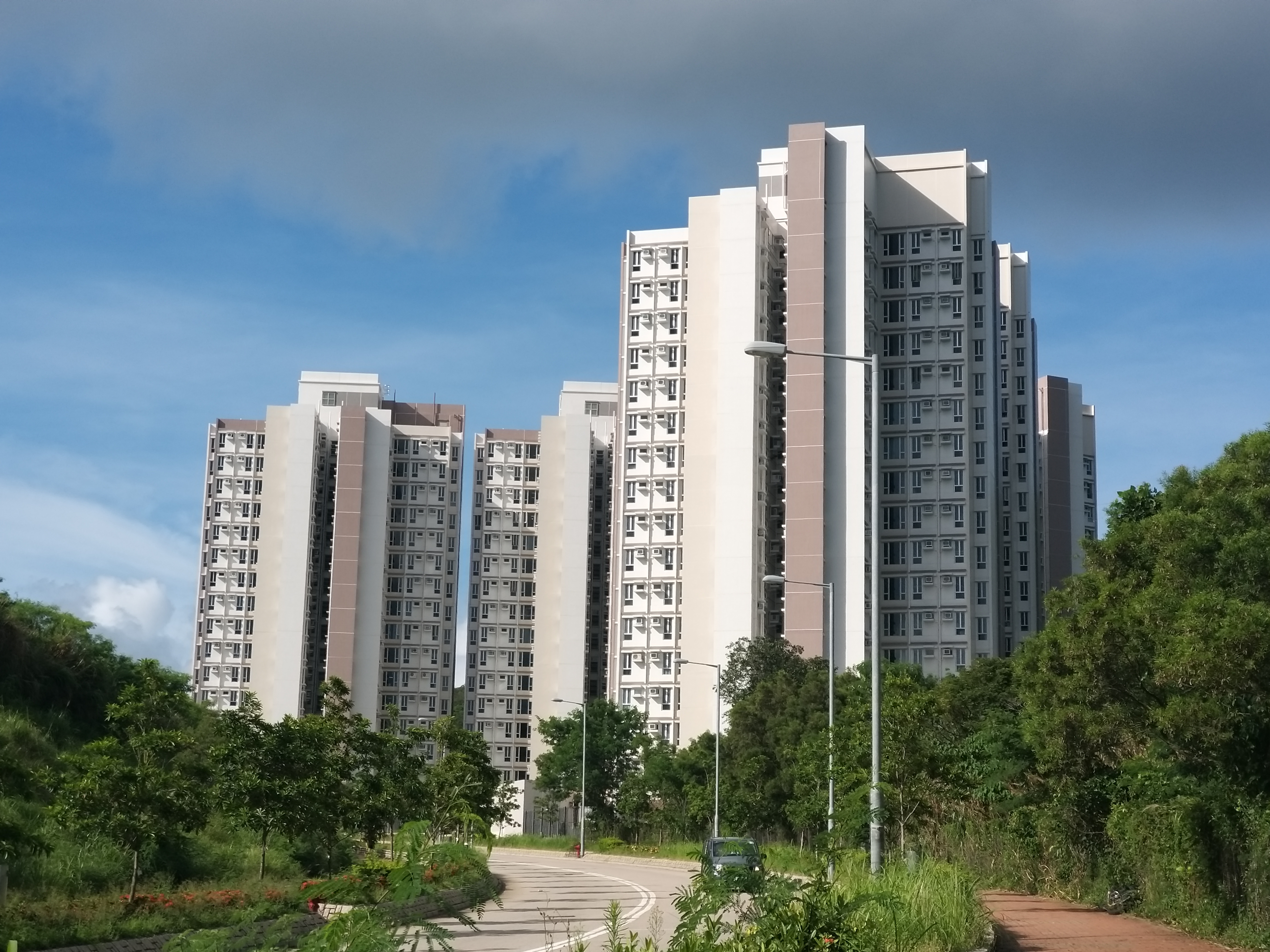
宿舍南面

### 特色
- 此宿舍是香港首個採用「組裝合成」技術（即採用已附基本裝潢，並完成初步裝嵌的預製組件）的工程項目[9]。
- 項目在興建時，已獲得香港綠色建築議會頒發的「綠建環評」暫定金級認證[10]。

## 興建圖集

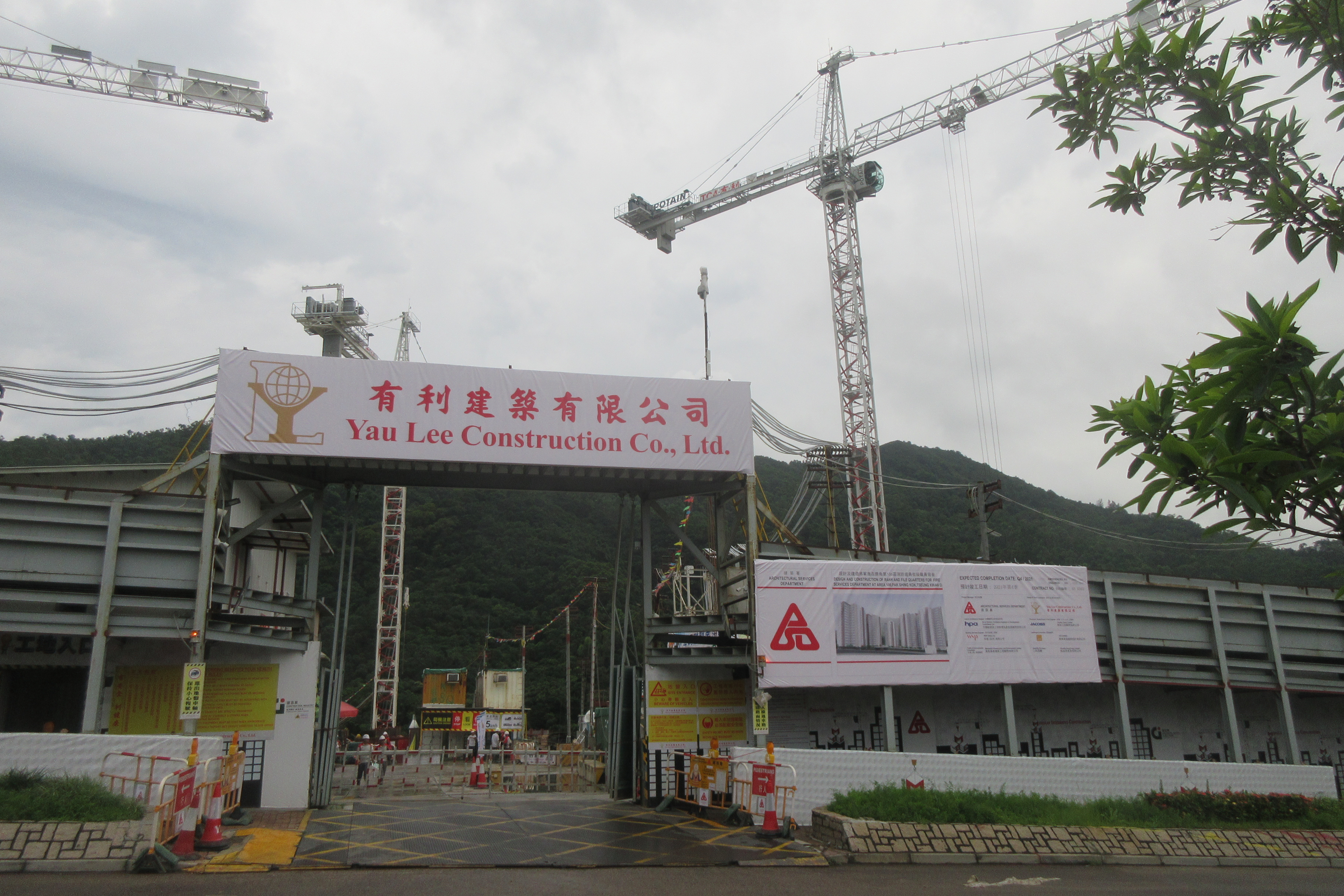
興建中，2019年6月
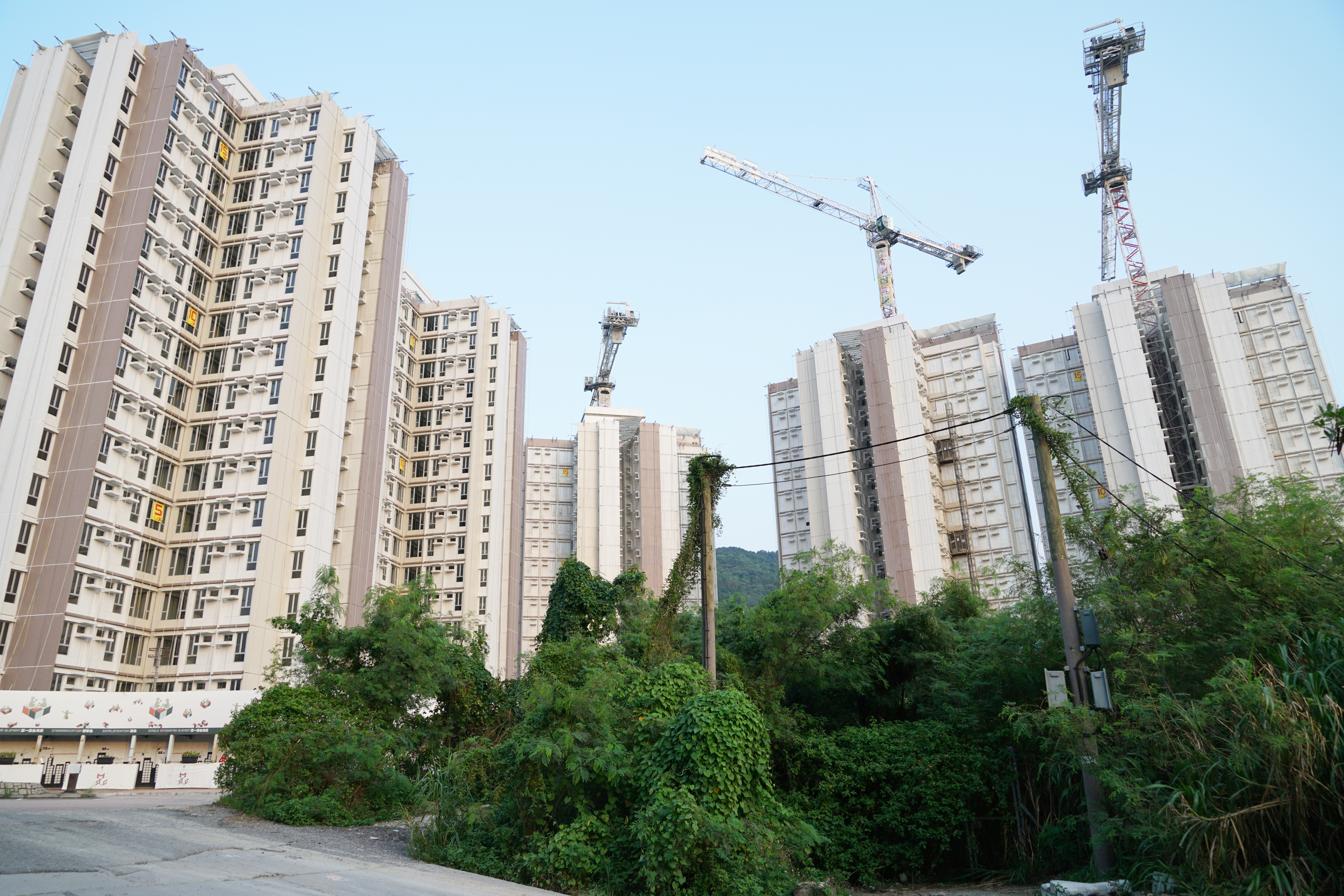
已封頂，2020年10月

## 鄰近地方
- 消防及救護學院
- 將軍澳中醫醫院
- 邵氏影城
- 日出康城
- 清水灣半島